# اردوگاه اونکوپینار کیلیس

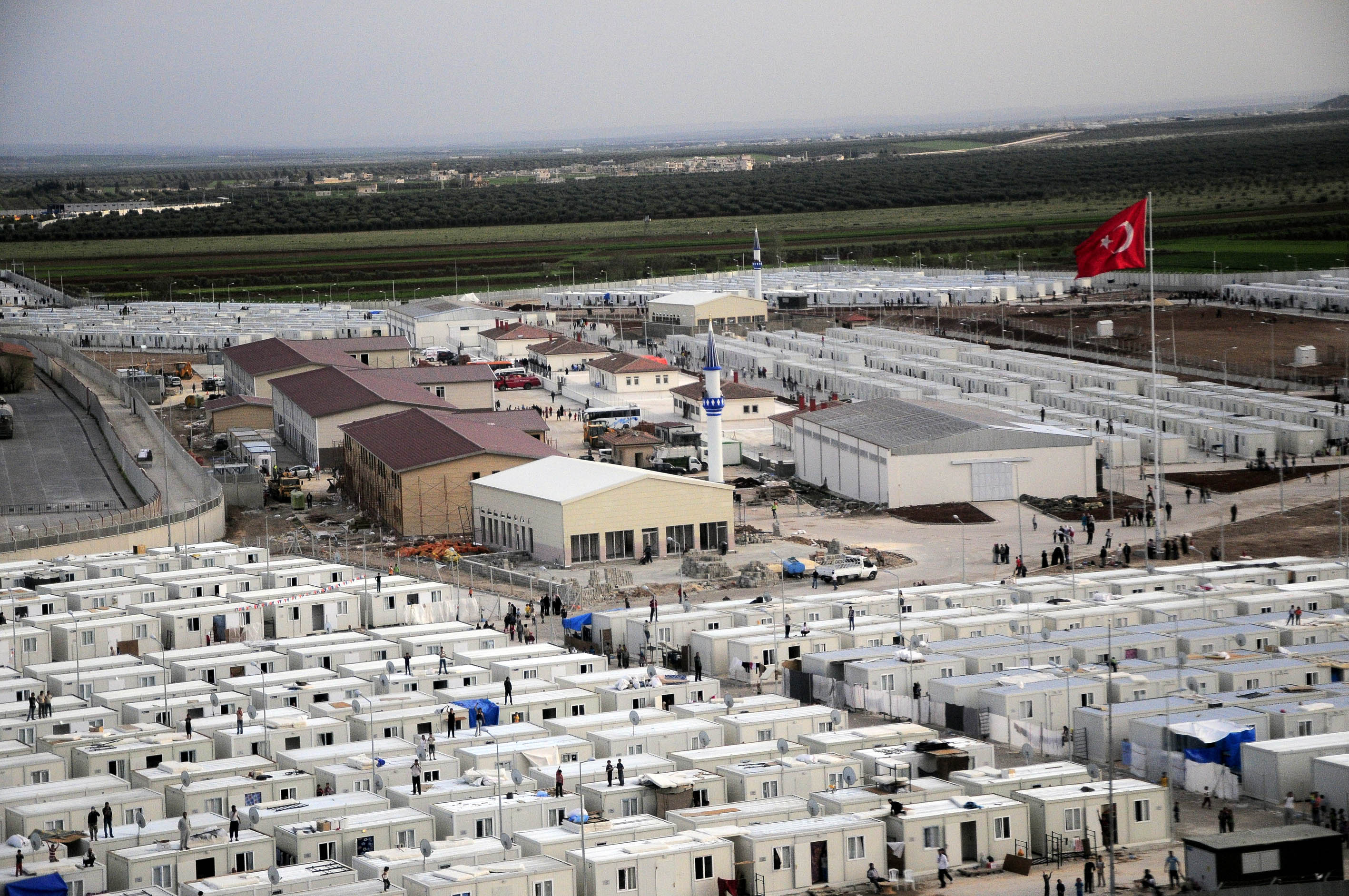
اردوگاه پناهندگان کیلیس

اردوگاه اونکوپینار کیلیس (انگلیسی: Kilis Oncupinar Accommodation Facility)) در ترکیه در سال ۲۰۱۲ برای پناهندگانی که از جنگ داخلی سوریه فرار کرده‌اند، احداث شد.

## مشخصات
این اقامتگاه در روستای اونکوپینار در شهر کیلیس در کنار مرز ترکیه و سوریه واقع شده‌است. در فوریه ۲۰۱۴ میزبان ۱۴۰۰۰ پناهنده بود.
این مجمتع از ۲۰۵۳ کانکس تشکیل یافته که با مسیرهای آجری به هم وصل می‌شوند. در این اردوگاه چندین مدرسه، مهدکودک و زمین بازی آموزش ۲۰۰۰ کودک را تأمین می‌کنند. اداره این کمپ توسط کمیته اورژانس بحران در ترکیه انجام می‌شود.
مجتمع کیلیس یکی از شش اردوگاه کانکس دار است که توسط ترکیه گشایش یافت و کیفیت زندگی در آن بالاتر از اردوگاه‌هایی است که از چادر سنتی استفاده می‌کنند.
هر خانواده پناهجو به‌طور ماهانه یک کارت ۴۳ دلاری به نام «کارت غذا» مابازای هر شخص دریافت می‌کنند که هر کس می‌تواند با آن از فروشگاه‌های مختلف در اردوگاه مواد خوراکی تهیه کند.